# Кристиан Хайнрих (Бранденбург-Кулмбах)
Кристиан Хайнрих фон Бранденбург-Кулмбах (на немски: Christian Heinrich von Brandenburg-Kulmbach; * 29 юли 1661 в Байройт; † 5 април 1708 Веферлинген) е принц (неуправляващ маркграф на Бранденбург-Кулмбах) от образуваната от баща му странична линия на маркграфовете на Кулмбах-Байройт на франкския род Хоенцолерн. Баща е на двама маркграфове на Бранденбург-Байройт и на кралица на Дания.
Кристиан Хайнрих е вторият син на Георг Албрехт (1619 – 1666) и първата му съпруга принцеса Мария Елизабет фон Шлезвиг-Холщайн-Зондербург-Глюксбург (1628 – 1664). По бащина линия е внук на маркграф Кристиан фон Бранденбург-Байройт и Мария от Прусия.
Кристиан Хайнрих се жени 1687 г. за графиня София Кристиана (1667 – 1737), дъщеря на граф Албрехт Фридрих фон Волфщайн (1644 – 1693). Бракът му не е признат от маркграфския двор. От 1694 г. той живее с фамилията си по покана на управлението на Бранденбург-Ансбах в маркграфския замък Шьонберг при Лауф в територията на имперския град Нюрнберг със скромен апанаж.
През 1703 г. той сключва Шьонбергски договор, с който се отказва от принадлежащите му права на наследството на франконските владения на Хоенцолерните (Бранденбург-Ансбах и Бранденбург-Байройт) в полза на Прусия. Взамена кралят на Прусия Фридрих I поема издръжката на семейството му и му дава ново място за жителство – замък Веферлинген близо до Магдебург, където следващата година Кристиан Хайнрих се мести със семейството си и след четири години умира.

## Деца
От брака на Кристиан Хайнрих със София Кристиана фон Волфщайн се раждат:
- Георг Фридрих Карл (1688 – 1735), маркграф на Бранденбург-Байройт

∞ 1709 (разведен 1724) принцеса Доротея фон Шлезвиг-Холщайн-Зондербург-Бек (1685 – 1761)
- Албрехт Волфганг (1689 – 1734), убит
- Доротея Шарлота (1691 – 1712)

∞ 1711 граф Карл Лудвиг фон Хоенлое-Вайкерсхайм (1674 – 1756)
- Фридрих Емануел (1692 – 1693)
- Кристиана Хенриета (1693 – 1695)
- Фридрих Вилхелм (*/† 1695)
- Кристиана (1698 – 1698)
- Кристиан Август (1699 – 1700)
- София Магдалена (1700 – 1770)

∞ 1721 Кристиан VI, крал на Дания и Норвегия (1699 – 1746)
- Кристина Вилхелмина (1702 – 1704)
- Фридрих Ернст (1703 – 1762), щатхалтер на херцогствата Шлезвиг и Холщайн

∞ 1731 принцеса Кристина София фон Брауншвайг-Волфенбютел-Беверн (1717 – 1779)
- Мария Елеонора (1704 – 1705)
- София Каролина (1707 – 1764)

∞ 1723 княз Георг Албрехт фон Източна Фризия (1690 – 1734)
- Фридрих Кристиан (1708 – 1769), маркграф на Бранденбург-Байройт

∞ 1732 (разведен 1764) принцеса Виктория Шарлота фон Анхалт-Бернбург-Шаумбург-Хойм (1715 – 1792)